# Mariusz Pacholak
Mariusz Pacholak (ur. 25 marca 1986 w Gorzowie Wielkopolskim) – polski żużlowiec.
Sport żużlowy uprawiał w latach 2002–2006 w barwach klubów: Stali Gorzów Wlkp. (2002), Dark Dogu Gniezno (2003), Lotosu Gdańsk (2004), Atlasu Wrocław (2005 – wystartował wówczas w 18 meczach Ekstraligi) i Ukrainy Równe (2006). Finalista Młodzieżowych indywidualnych mistrzostw Polski (2004 – XV miejsce i 2005 – XIV miejsce). Półfinalista Młodzieżowych mistrzostw Polski par klubowych (2005 – IV miejsce). Półfinalista Srebrnego Kasku (2004 – XIV miejsce i 2005 – XI miejsce). Finalista Brązowego Kasku (2004 – X miejsce) i półfinalista w 2003 roku – XVI miejsce.